# Associació Cívica Valenciana Tirant lo Blanc
|  | Per a altres significats, vegeu «Tirant lo Blanc (desambiguació)». |

L'Associació Cívica Valenciana Tirant lo Blanc (o simplement ACV Tirant lo Blanc o Tirant.org) és una entitat cultural valenciana fundada l'any 1991 a la ciutat de València per Joan Mansanet i Mansanet, Robert Barberà Baraza, Nathalie Torres Garcia i Lluís Polo i Torres. Segons la seua pàgina web, compta amb uns centenars de jóvens de tot el País Valencià, la major part estudiants o ex-estudiants universitaris. Actualment, és present com a associació a diverses facultats valencianes, com ara la Universitat Politècnica de València, la Universitat de València i la Universitat Jaume I.
L'ACV Tirant lo Blanc du a terme els seus objectius a partir d'unes línies d'actuació, entre les quals cal destacar la Universitat del Tirant, que se celebra anualment en una sèrie de jornades amb conferències d'experts valencians en diferents camps, les Jornades d'Estiu al Monestir de la Valldigna, i el Creuallibres, un servei de préstec de llibres entre usuaris. Altres activitats impulsades per l'associació han estat el Concurs d'Idees per al Foment del Valencià, l'atorgació del Premi Joan Baptista Basset a l'Activitat Valencianista de Base i el Premi Francesc de Vinatea a Trajectòria Col·lectiva, Jornades sobre Mitjans Digitals, etc. Des del 2005, publiquen la Revista Nexe, de periodicitat semestral.